# كأس الدوري الياباني 2004
كأس الدوري الياباني 2004 (باليابانية: 2004年のJリーグカップ) هو الموسم 12 من كأس الدوري الياباني. أشرف على تنظيمه دوري الدرجة الأولى الياباني، وكان عدد الأندية المشاركة فيه 16، وفاز فيه نادي طوكيو.